# Кондорсе (ліцей)
Ліцей Кондорсе (фр. Lycée Condorcet) — школа заснована 1803 року в Парижі. Ліцей розташований на вулиці Rue du Havre, 8 у IX окрузі Парижа. Від часу створення ліцей змінив багато назв, остання з яких на честь маркіза де Кондорсе. Ліцей надає середню освіту в межах французької системи освіти. Такі відомі особистості, як Поль Верлен, Анрі Бергсон, Марсель Пруст, здобули освіту в ліцеї Кондорсе, який у рейтингах і далі з'являється у списках найкращих ліцеїв у Парижі та у Франції.
У ліцеї викладали такі відомі особистості: Жан Бофре, Поль Бенішу, Жан-Марі Гюйо, Жан-Поль Сартр, Стефан Малларме, Гастон Може.
Ліцей часто змінював свою назву від часу заснування, зокрема:
- Lycée de la Chaussée d'Antin (1804)
- Lycée impérial Bonaparte (1805—1814)
- Collège royal de Bourbon (липень 1815 — лютий 1848)
- Lycée impérial Bonaparte (1848—1870)
- Lycée Condorcet (22 жовтня 1870—1874)
- Lycée Fontanes (з 1 травня 1874 по 27 січня 1883)

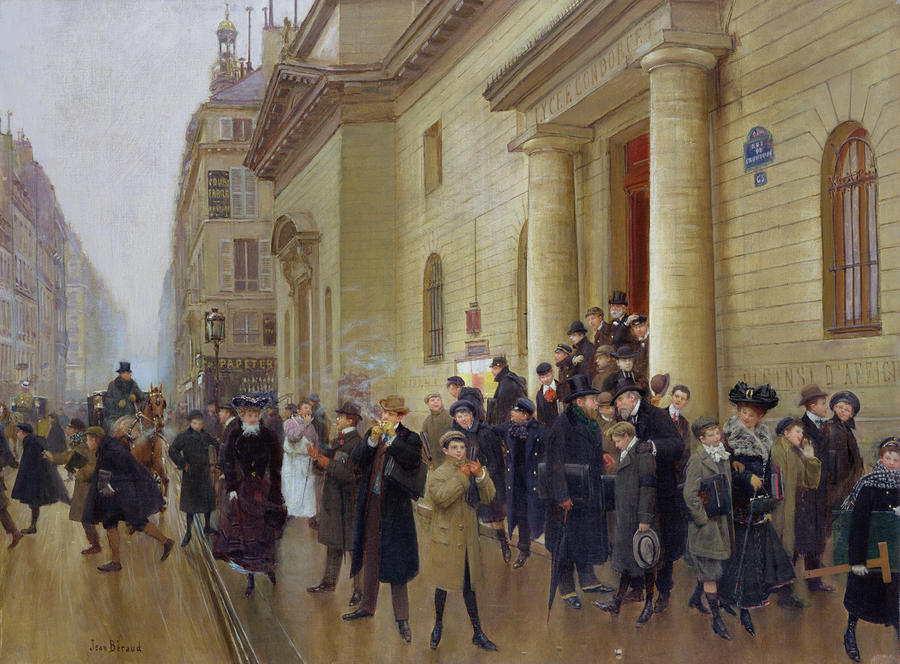
Вхід до ліцею.

- Lycée Condorcet (з 1883)

## Відомі випускники
| - Абдулай Вад - Ален Крівін - Альфред де Віньї - Андре Антуан - Андре Сітроен - Андре Тардьє - Анрі Бергсон - Анрі Картьє-Брессон - Анрі Пескароло - Анрі Рабо - Анрі Тулуз-Лотрек - Бао Дай - Барбара Кассен - Бернар Бліє - Борис Віан - Віктор Шельшер - Вільям Карлос Вільямс - Гі де Ротшильд - Даніель Бюрен - Едмон де Гонкур - Едуард Альфред Мартель - Ежен Лабіш - Ежен Лефевр-Понталі - Ежен Сю - Еміль Жаваль - Емманюель д'Астьє де ла Віжері | - Жак Дютрон - Жак Копо - Жан Беро - Жан Борш - Жан Едуар Вюйяр - Жан Кокто - Жан Маре - Жан Поль П'єр Казимир-Пер'є - Жан-Домінік Бобі - Жан-Клод Тріше - Жан-Люк Маріон - Жан-Мартен Шарко - Жільбер Сезброн - Жозеф Кайо - Жозеф Рейнак - Жорж Ежен Осман - Жуль Валлес - Жуль де Гонкур - Жуль Лафорг - Жуль Ромен - Іпполіт Тен - Карлос Рауль Вільянуева - Кер-Ксав'є Руссель - Клод Леві-Строс - Луї де Фюнес - Луї Рено - Луї Франсуа Клеман Бреге - Максим ле Форестьє | - Марі Франсуа Саді Карно - Марсель Бріллюен - Марсель Дассо - Марсель Пруст - Моріс Дені - Надар - Олександр-Теодор Броньяр - Патрік Бурнель - Патрік Деведжян - П'єр Боннар - Поль Верлен - Поль Дешанель - Поль Серюзьє - П'єр Леллуш - Реймон Арон - Робер де Флер - Роже Мартен дю Ґар - Серж Генсбур - Теодор де Банвіль - Тома Ферсен - Трістан Бернар - Фердинанд Бюїссон - Франсіс Пуленк |